# Bratske, Dnipro
Bratske (în ucraineană Братське) este un sat în comuna Novooleksandrivka din raionul Dnipro, regiunea Dnipropetrovsk, Ucraina.

## Demografie
Componența lingvistică a localității Bratske
     Ucraineană (87,07%)
     Rusă (12,17%)
     Alte limbi (0,76%)
Conform recensământului din 2001, majoritatea populației localității Bratske era vorbitoare de ucraineană (87,07%), existând în minoritate și vorbitori de rusă (12,17%).